# St. Theresia (Trossingen)

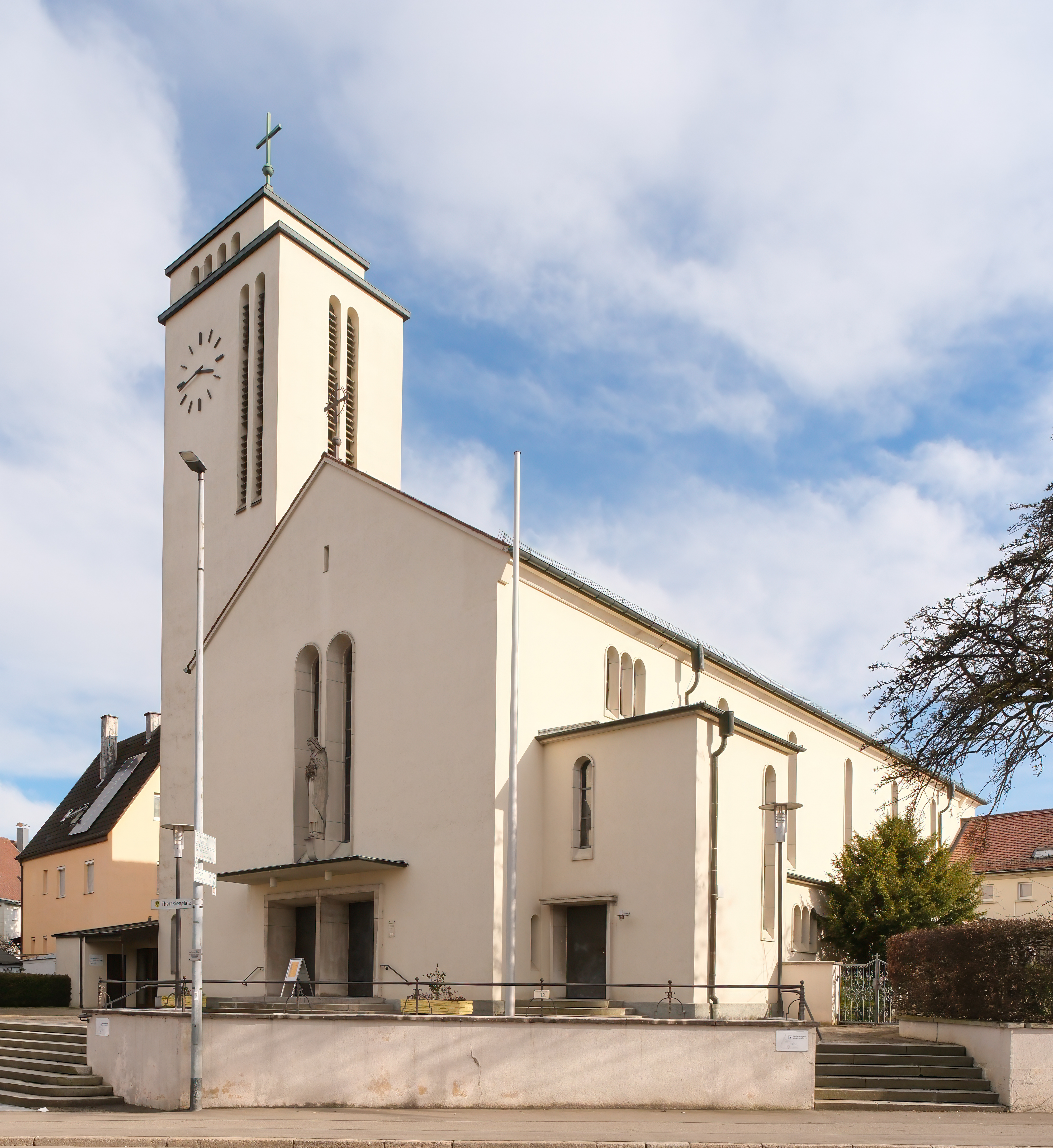
St. Theresia Trossingen

Die römisch-katholische Kirche St. Theresia in Trossingen wurde in den Jahren von 1933 bis 1935 nach Plänen von Hugo Schlösser erbaut. Sie ist dem Patrozinium der Theresia vom Kinde Jesu unterstellt.

## Lage
Die Kirche liegt in unmittelbarer Nähe des Trossinger Stadtbahnhofs, an der Bahnhofstraße, Eberhardstraße, Ernst-Haller-Straße und Tuninger Straße aufeinandertreffen.

## Baugeschichte
Laut der Steintafel auf der rechten Seite des Altarraums erfolgte die Grundsteinlegung am 30. September 1933, und die Weihe wurde am 31. März 1935 vollzogen. 1939 wurden die plastisch gearbeiteten Kreuzwegstationen von Emil Sutor angebracht. Die von August Blepp gestalteten Wandbilder am Beginn des linken und rechten Seitenschiffs sind mit der Jahreszahl 1937 signiert. 
Infolge der Liturgiereform nach dem Zweiten Vatikanischen Konzil wurde der Altarraum im Jahre 1977 umfassend neugestaltet, die Ausführung von Altar, Ambo, Taufstein, Tabernakel und Vortragekreuz oblag dem Trossinger Künstler Wendelin Matt. Eine Renovierung der Kirche erfolgte im Jahre 2004.

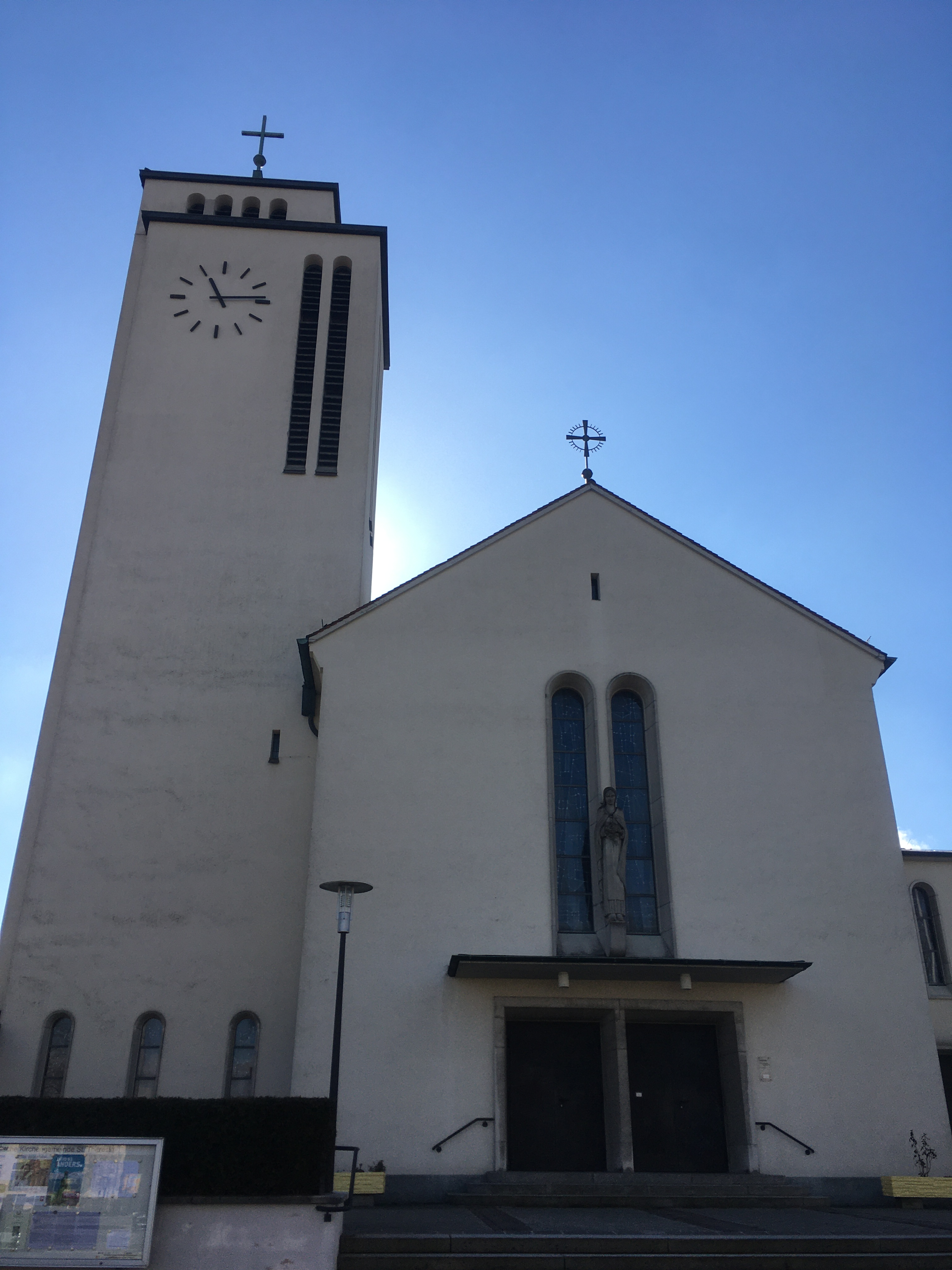
Außenansicht
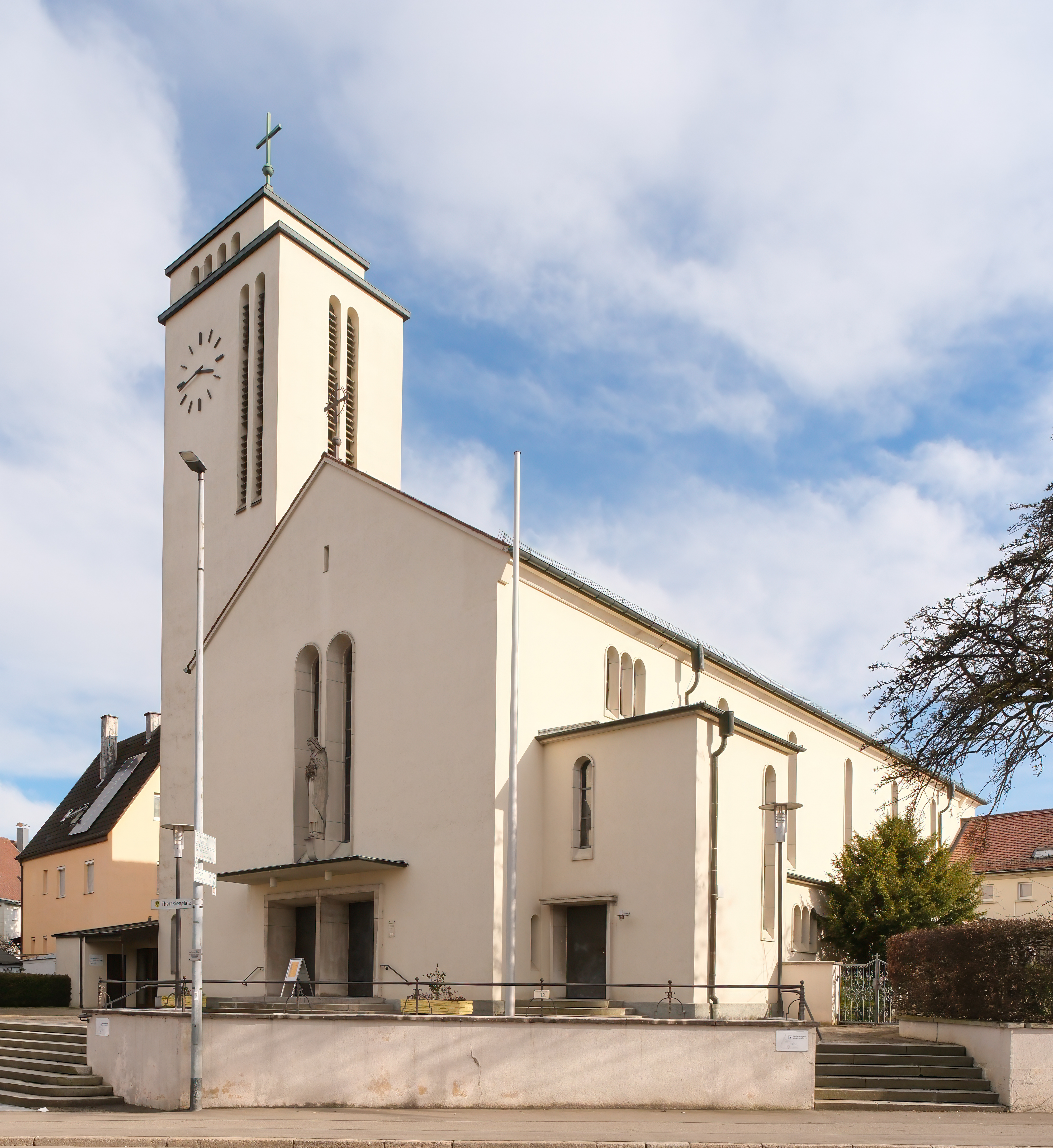
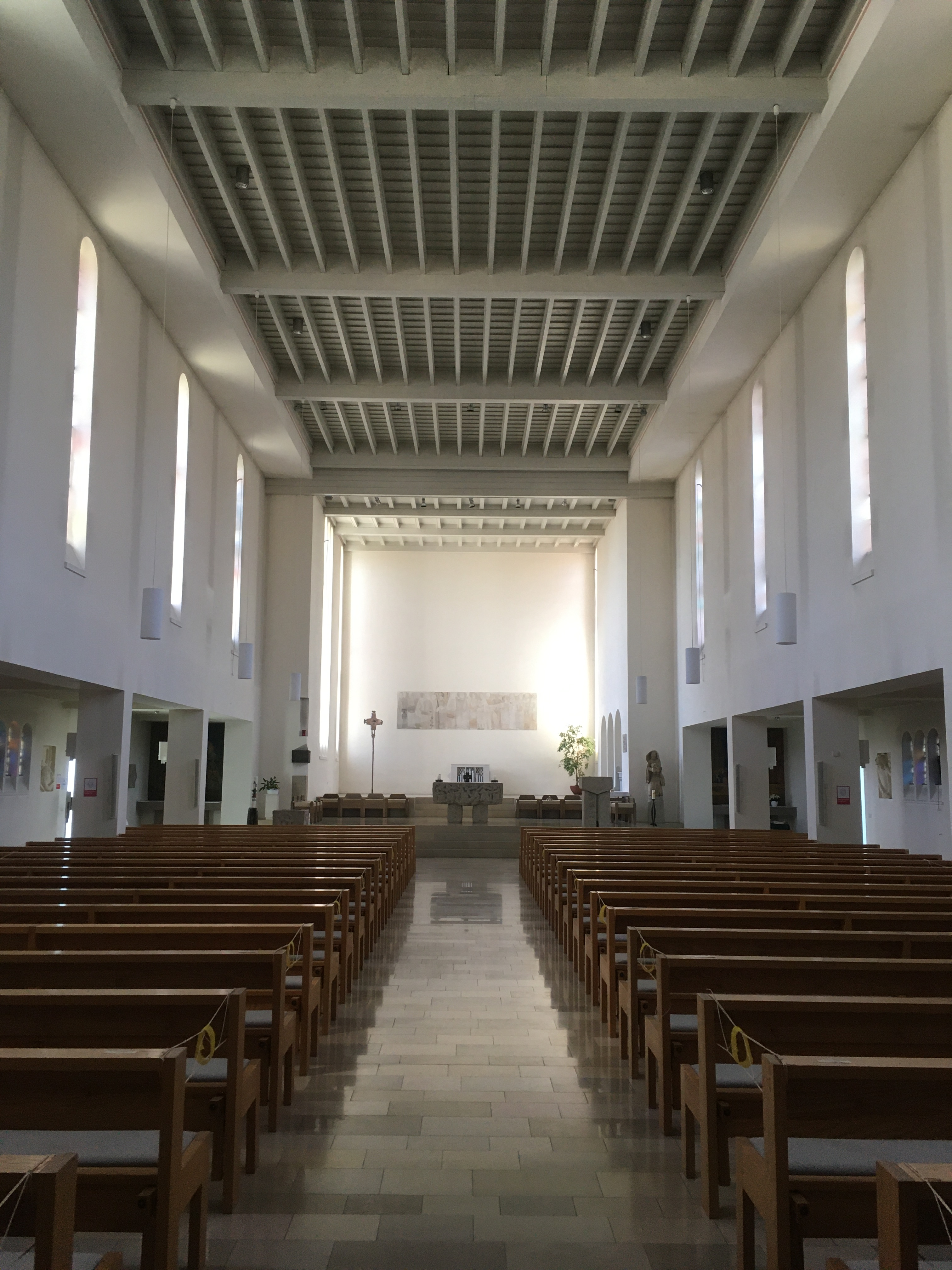
Innenansicht zum Altarraum
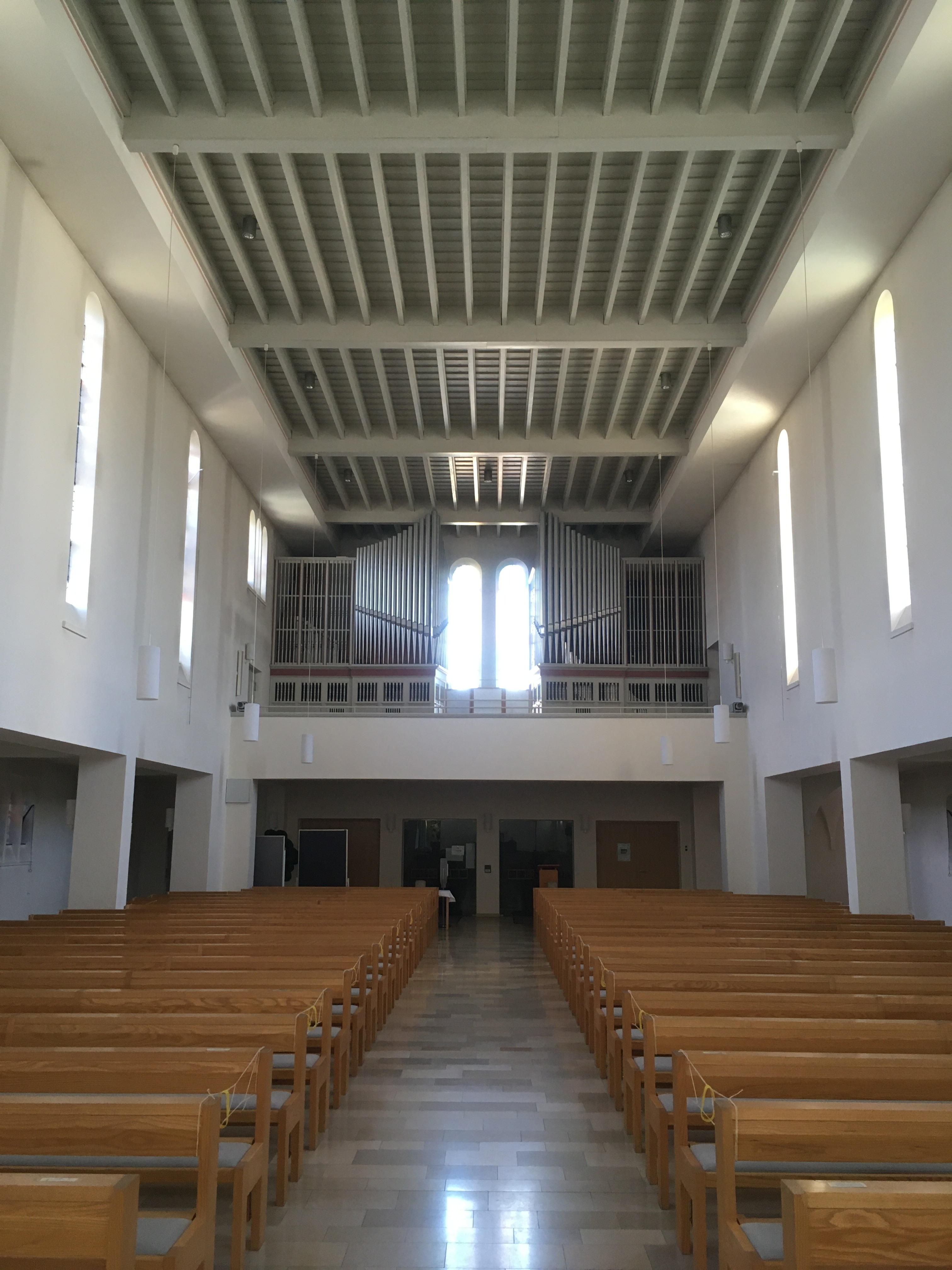
Innenansicht zur Orgelempore
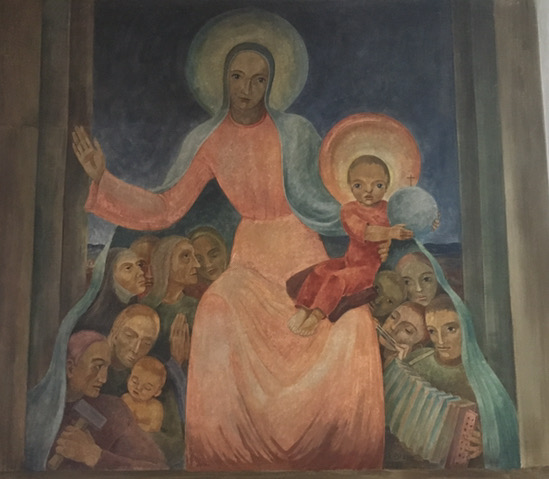
Wandbild von August Blepp im linken Seitenschiff
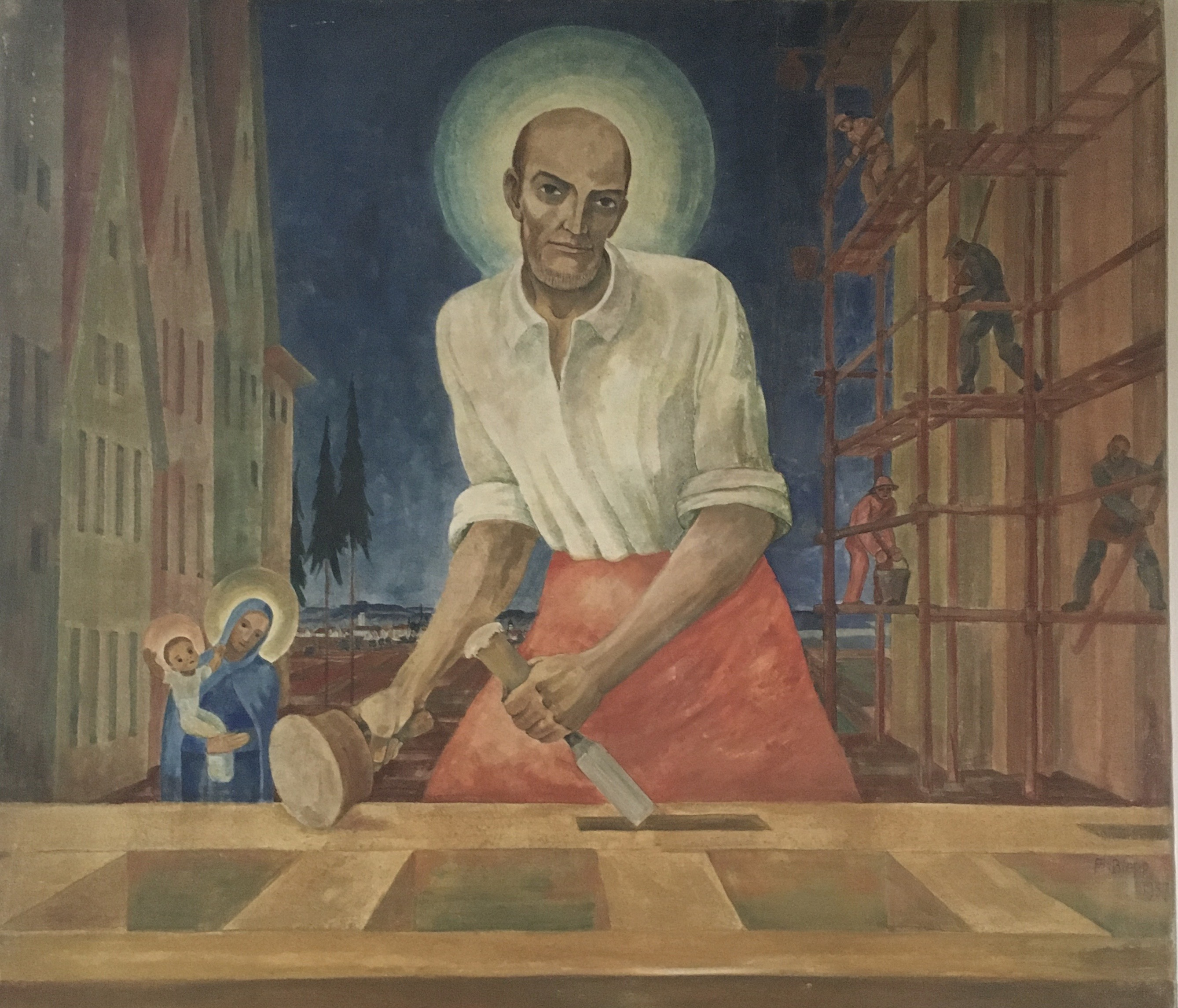
Wandbild von August Blepp im rechten Seitenschiff

## Orgel

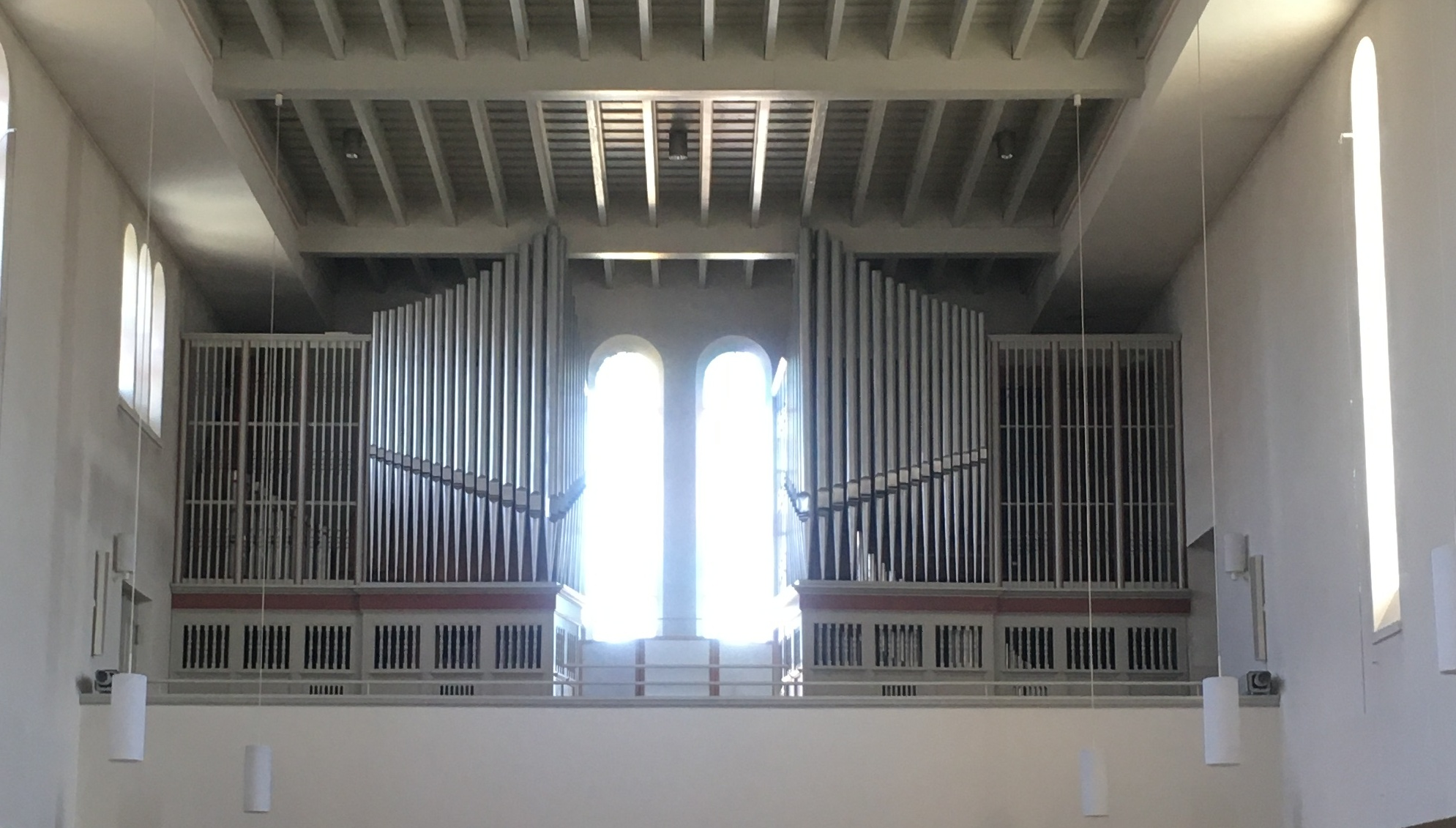
Späth-Lenter-Orgel

Erst knapp zwei Jahrzehnte nach der Weihe erhielt die Kirche eine Pfeifenorgel durch die Firma Späth Orgelbau. Das Instrument wurde in zwei Bauabschnitten realisiert, die 1950 und 1956 erfolgten. 1990 wurde das Instrument durch die Firma Walcker repariert und durch Gerhard Lenter neuintoniert. 2004 wurden im Zuge einer Ausreinigung durch die Firma Lenter zwei Register ausgetauscht, 2015 musste die Orgelanlage jedoch wegen akuter Kabelbrandgefahr stillgelegt werden. In den Jahren 2020 bis 2021 führte die Firma Lenter eine Generalsanierung durch, bei der die technischen Mängel des Instruments behoben wurden und eine grundsätzliche Neudisposition erfolgte. Das Instrument verfügt nun über 42 Register auf drei Manualen und Pedal.